# 斯德哥爾摩北墓園
斯德哥爾摩北墓園（瑞典語：Norra begravningsplatsen），是瑞典斯德哥爾摩的一個主要墓地，位於索爾納市。 它於1827年6月9日落成，是許多瑞典知名人士的墓地。

## 安葬的知名人士
- 弗朗茲·貝瓦爾德（1796 - 1868），瑞典作曲家
- 阿佛烈·諾貝爾（1833 - 1896），瑞典化學家、工程師、發明家，諾貝爾獎的發明者和創始人
- 薩洛蒙·奧古斯特·安德烈（1854 - 1897），極地探險家
- 克拉斯·蓬圖斯·阿諾爾德松（1844 - 1916），諾貝爾和平獎獲得者
- 恩斯特·林德（1868 - 1943），瑞典將軍、奧運馬術金牌選手
- 福克·伯納多特（1985 - 1948），瑞典外交官
- 博·褒曼（1869 - 1967），作家、詩人、詞作家
- 庫特·阿特伯格（1887 - 1974），瑞典作曲家
- 英格麗·褒曼（1915 - 1982），瑞典國寶級女演員